# Passerelle de Saint-Antoine
Die Passerelle de Saint-Antoine in Genf war eine Fussgängerbrücke, die als erste dauerhafte Drahtseil-Hängebrücke der Welt angesehen wird. Sie wurde durch Guillaume-Henri Dufour nach Entwürfen von Marc Seguin erbaut.

## Geschichte
Hängebrücken waren zur Zeit von Dufour bereits bekannt, jedoch wurden sie nicht an Drahtseilen aufgehängt, sondern als Kettenbrücken mit schmiedeeisernen Gliederketten ausgeführt. Beispiele sind die 1820 eröffnete Union Bridge oder die 1826 eröffnete Menai-Brücke, beide in Grossbritannien.
Dufour hatte den Reisebericht von Marc-Auguste Pictet, dem Herausgeber der Bibliothèque universelle, über einen Versuchs-Drahtseilsteg der Brüder Seguin in Annonay gelesen und begann selber mit Drahtseilen zu experimentieren. Pictet erkannte, dass Drahtseilbrücken die Anbindung der wachsenden Vororte an das Genfer Stadtzentrum verbessern könnten. Der Erbauer des ersten 18 Meter langen Versuchsstegs Marc Seguin wurde nach Genf eingeladen, um das Projekt mit Dufour zu besprechen.
Dufour entwickelte das Design aufgrund von Skizzen Seguins Ende 1822 weiter und schlug eine Hängebrücke mit Drahtseilen mit einem Mittelturm und zwei Spannweiten vor. Die Brücke wurde 1823 in fünf Monaten erbaut.
Dank dem Erfolg mit dem Pont Saint-Antoine konnte Dufour 1825 in Genf den Pont des Pâquis und 1834 den Pont des Bergues neu als Hängebrücke bauen.
Nach Ablauf des Nutzungsvertrages zwischen der Stadt Genf und den privaten Besitzern ging die Brücke 1843 in den Besitz der Stadt Genf über. Aus diesem Anlass musste Dufour als Kantonsingenieur die Stabilität seiner Brücke nochmals überprüfen. Die zahlreichen Tests zeigten, dass die zwanzigjährige Benutzung nur geringfügige Spuren hinterlassen hatte.
Ab 1849 wurden die Festungsanlagen der Stadt beseitigt und der gewonnene Raum für einen Stadtring genutzt. Im Zuge dieser Arbeiten musste auch die Brücke entfernt werden, deren genaue Lage heute nicht mehr erkennbar ist.

## Bauwerk
Die Fussgängerbrücke verband das Viertel St. Antoine über einen Graben der noch existierenden Stadtbefestigung hinweg mit dem Viertel Tranchées. Die 82 m lange und 2 m breite Brücke hatte einen grossen Mittelturm, über den die sechs Tragseile liefen, die an den beiden Enden der Brücke in zwei weiteren Türmen verankert waren. Die Tragseile waren Paralleldrahtseile, wie sie auch heute noch für Hängebrücken verwendet werden. Sie bestanden aus je 90 parallel gelegten und fest umwickelten Eisendrähten mit einem Durchmesser von 1,9 mm. Die Brücke wog 8'000 kg, konnte aber 160 Personen mit dem damals angenommenen Standardgewicht von 65 kg, also 10'400 kg, tragen. Sie kostete die vergleichsweise bescheidene Summe von 16'350 Schweizer Franken, wobei die Kostenplanung nur um 196 Franken überschritten wurden.